# Naples, Texas
Naples là một thành phố thuộc quận Morris, tiểu bang Texas, Hoa Kỳ. Năm 2010, dân số của xã này là 1378 người.

## Dân số
- Dân số năm 2000: 1410 người.
- Dân số năm 2010: 1378 người.